# Яичный порошок
Яичный порошок — пищевой концентрат, заменитель свежих куриных яиц, почти не уступающий им по усвояемости. Выпускается в виде высушенной яичной массы — смеси белка и желтка в естественной пропорции или раздельно высушенных белкового и желткового порошков. Является продуктом длительного хранения и удобен в транспортировке.
Яичный порошок используется в кондитерском и хлебопекарном производстве, а также для приготовления омлетов. Продукт представляет собой светло-желтый порошок с легкораздавливаемыми комочками, обладает свойственным сушёному яйцу запахом. В процессе хранения содержащийся в порошке лецитин может распадаться, при этом продукт приобретает неприятный прогорклый вкус и запах, снижается его растворимость и способность взбиваться, цвет изменяется до жёлтого и коричневого. Нежелательный эффект снимается удалением из яичного сырья глюкозы, для этого к яичной массе (меланжу) добавляют глюкооксидазу и каталазу (соответственно 11 г и 36,5 г на тонну) и оставляют для ферментации на 3-4 часа.
Яичный порошок производят распылением меланжа: при температуре 43—47 °C яичная масса, предварительно подготовленная ферментацией белка, поступает на очень быстро вращающийся диск, в результате скоростного вращения превращается в туман с высокой степенью дисперсии, имеющий огромную поверхность испарения, встречается с горячим воздухом, быстро теряет воду и опускается, полностью высыхая. Выход яичного порошка от яичной массы составляет 28 %. Готовый продукт содержит 35 % жиров, 45 % белков, имеет влажность до 7-8 %, титруемую кислотность до 10 °Т, растворимость не менее 85 %.
Яичный порошок хранится до 6 месяцев при температуре до 20 °C и 2 года при температуре не выше 2 °C. Поступает в продажу в брикетах или насыпью в ящиках, мешках, коробках, а также в жестяных банках.